# Бажулін Георгій Миколайович
Георгій Миколайович Бажулін (нар. 6 травня 1894, село Сатіно Кірсановського повіту Тамбовської губернії, тепер Тамбовської області Російська Федерація — ?) — радянський діяч, заступник голови ЦВК Таджицької РСР, 1-й заступник голови Президії Верховної ради Таджицької РСР, голова виконавчого комітету Слов'янської міської ради Сталінської (Донецької) області. Депутат Верховної ради Таджицької РСР 1-го скликання. Депутат Верховної ради СРСР 1-го скликання.

## Біографія
Народився в родині робітника.
Трудову діяльність розпочав у 1911 році підручним електрика шахти, потім працював помічником машиніста електростанції шахти, токарем по металу.
Член РСДРП(б) з 1917 року.
У 1917—1919 роках служив у Червоній армії.
У 1920—1925 роках — завідувач відділу з роботи на селі повітового комітету РКП(б); голова Обоянського повітового профспілкового бюро Курської губернії; завідувач організаційного відділу Курської губернської ради профспілок; заступник голови Курської губернської робітничо-селянської інспекції; заступник секретаря — завідувач організаційного відділу 1-го міськрайонного комітету ВКП(б) міста Курська; директор шкірзаводу села Шебекіно.
У 1926—1936 роках — інструктор та секретар Амвросіївського районного комітету КП(б)У в Донбасі; уповноважений кооперативного товариства в місті Сталіно; голова окружного профспілкового комітету Всеробітземлісу; секретар Чорнобильського районного комітету КП(б)У на Київщині; інструктор, завідувач сектора ВУКа в Харкові; голова рудничного комітету вугільників; завідувач організаційного відділу міського комітету КП(б)У; парторг, секретар парткому заводу «Сталь» у Донбасі.
У 1936—1937 роках — 2-й секретар Кзил-Мазарського районного комітету КП(б) Таджикистану. У 1937 році — 1-й секретар Кокташського районного комітету КП(б) Таджикистану.
У 1937—1938 роках — 1-й заступник голови Центрального виконавчого комітету (ЦВК) Таджицької РСР.
У 1938 — 24 березня 1941 року — 1-й заступник голови Президії Верховної ради Таджицької РСР.
З листопада 1940 року — в Українській РСР, куди виїхав на лікування.
З 1941 по березень 1944 року — в Червоній армії, учасник німецько-радянської війни. Служив на політичній роботі в евакуаційних госпіталях № 4445 та № 4450.
23 жовтня 1944 — 1945 року — голова виконавчого комітету Слов'янської міської ради депутатів трудящих Сталінської (тепер Донецької) області.
Подальша доля невідома.

## Звання
- капітан

## Нагороди та відзнаки
- орден Трудового Червоного Прапора
- медаль «За перемогу над Німеччиною у Великій Вітчизняній війні 1941—1945 рр.» (1945)
- медалі